# Brock Peters
Brock Peters, właśc. George Fisher (ur. 2 lipca 1927 w Nowym Jorku, zm. 23 sierpnia 2005 w Los Angeles) – amerykański aktor głosowy, filmowy i telewizyjny.

## Filmografia
Głosy
- 1987: Kacze opowieści jako Druid
- 1994: Aaahh!!! Prawdziwe potwory jako Snorch
- 2001: Samuraj Jack jako Lazzor

Seriale
- 1955: Gunsmoke jako Cato
- 1962: Wirgińczyk jako Ivers
- 1972: Ulice San Francisco jako Jacob Wills / Earl Barnes
- 1984: Napisała: Morderstwo jako Thornton Bentley
- 1996: Kameleon jako Henry Cockran

Film
- 1954: Czarna Carmen jako sierżant Brown
- 1962: Zabić drozda jako Tom Robinson
- 1964: Lombardzista jako Rodriguez
- 1965: Major Dundee jako Aesop
- 1974: Zagubieni wśród gwiazd jako Stephen Kumalo
- 1996: Duchy Missisipi jako Walter Williams
- 2002: Medalion jako Henry McCord

## Wyróżnienia
Posiada swoją gwiazdę na Hollywoodzkiej Alei Gwiazd.